# Тёряку
Тёряку (яп. 長暦 тё:ряку) — девиз правления (нэнго) японского императора Го-Судзаку, использовавшийся с 1036 по 1040 год .

## Продолжительность
Начало и конец эры:
- 21-й день 4-й луны 10-го года Тёгэн (по юлианскому календарю — 9 мая 1037);
- 10-й день 11-й луны 4-го года Тёряку (по юлианскому календарю — 16 декабря 1040).

## Происхождение
Название нэнго было заимствовано из 34-го цзюаня классического древнекитайского сочинения «История династии Цзинь» (кит. упр. 晋书, пиньинь Jìn shū, палл. Цзинь Шу):「作盟会図・春秋長暦、備成一家之学」.

## События
- 1037 год (2-й день 7-й луны 1-го года Тёряку) — старший сын императора Го-Судзаку (князь Тикихито, будущий император Го-Рэйдзэй) прошёл церемонию совершеннолетия[6];
- 1037 год (17-й день 8-й луны 1-го года Тёряку) — Го-Судзаку официально объявил Тикихито наследным принцем[6];
- 1038 год (1-й день 9-й луны 2-го года Тёряку) — Фудзивара-но Тикаиэ был убит слугой при попытке ограбления; род Фудзивара погрузился в траур.

## Сравнительная таблица
Ниже представлена таблица соответствия японского традиционного и европейского летосчисления. В скобках к номеру года японской эры указано название соответствующего года из 60-летнего цикла китайской системы гань-чжи. Японские месяцы традиционно названы лунами.
| 1-й год Тёряку (Огненный Бык)         | 1-я луна        | 2-я луна   | 3-я луна  | 4-я луна* | 4-я луна* (високосная) | 5-я луна | 6-я луна*  | 7-я луна*  | 8-я луна    | 9-я луна*  | 10-я луна  | 11-я луна*    | 12-я луна                |
| ------------------------------------- | --------------- | ---------- | --------- | --------- | ---------------------- | -------- | ---------- | ---------- | ----------- | ---------- | ---------- | ------------- | ------------------------ |
| Юлианский календарь                   | 19 января 1037  | 18 февраля | 20 марта  | 19 апреля | 18 мая                 | 16 июня  | 16 июля    | 14 августа | 12 сентября | 12 октября | 10 ноября  | 10 декабря    | 8 января 1038            |
| 2-й год Тёряку (Земляной Тигр)        | 1-я луна        | 2-я луна   | 3-я луна* | 4-я луна  | 5-я луна*              | 6-я луна | 7-я луна*  | 8-я луна*  | 9-я луна    | 10-я луна* | 11-я луна  | 12-я луна*    |                          |
| Юлианский календарь                   | 7 февраля 1038  | 9 марта    | 8 апреля  | 7 мая     | 6 июня                 | 5 июля   | 4 августа  | 2 сентября | 1 октября   | 31 октября | 29 ноября  | 29 декабря    |                          |
| 3-й год Тёряку (Земляной Кролик)      | 1-я луна        | 2-я луна   | 3-я луна* | 4-я луна  | 5-я луна*              | 6-я луна | 7-я луна   | 8-я луна*  | 9-я луна*   | 10-я луна  | 11-я луна* | 12-я луна     | 12-я луна (високосная) * |
| Юлианский календарь                   | 27 января 1039  | 26 февраля | 28 марта  | 26 апреля | 26 мая                 | 24 июня  | 24 июля    | 23 августа | 21 сентября | 20 октября | 19 ноября  | 18 декабря    | 17 января 1040           |
| 4-й год Тёряку (Металлический Дракон) | 1-я луна        | 2-я луна*  | 3-я луна  | 4-я луна  | 5-я луна*              | 6-я луна | 7-я луна*  | 8-я луна   | 9-я луна    | 10-я луна* | 11-я луна  | 12-я луна*    |                          |
| Юлианский календарь                   | 15 февраля 1040 | 16 марта   | 14 апреля | 14 мая    | 13 июня                | 12 июля  | 11 августа | 9 сентября | 9 октября   | 8 ноября   | 7 декабря  | 6 января 1041 |                          |

* звёздочкой отмечены короткие месяцы (луны) продолжительностью 29 дней. Остальные месяцы длятся 30 дней.